# Gare de Kakegawa
La gare de Kakegawa (掛川駅, Kakegawa-eki) est une gare ferroviaire de la ville de Kakegawa, dans la préfecture de Shizuoka au Japon. La gare est desservie par la ligne Shinkansen Tōkaidō et la ligne principale Tōkaidō de la JR Central, ainsi que par la compagnie privée Tenryū Hamanako Railroad (Tenhama).

## Situation ferroviaire
La gare de Kakegawa est située au point kilométrique (PK) 211,3 de la ligne Shinkansen Tōkaidō et au PK 229,3 de la ligne principale Tōkaidō. Elle marque le début de la ligne Tenryū Hamanako.

## Historique
La gare de Kakegawa a été inaugurée le 16 avril 1889 lors de l'ouverture du tronçon de la ligne principale Tōkaidō entre Shizuoka et Hammamatsu. Le Shinkansen y arrive le 1er octobre 1964.

## Service des voyageurs

### Accueil
La gare dispose d'un bâtiment voyageurs, avec guichets, ouvert tous les jours.

### Desserte

#### JR Central
- Ligne principale Tōkaidō :
  - voies 1 et 2 : direction Shizuoka
  - voies 1 et 3 : direction Hamamatsu et Toyohashi
- Ligne Shinkansen Tōkaidō :
  - voie 4 : direction Tokyo
  - voie 5 : direction Nagoya et Shin-Osaka

#### Tenryū Hamanako Railroad
- Ligne Tenryū Hamanako :

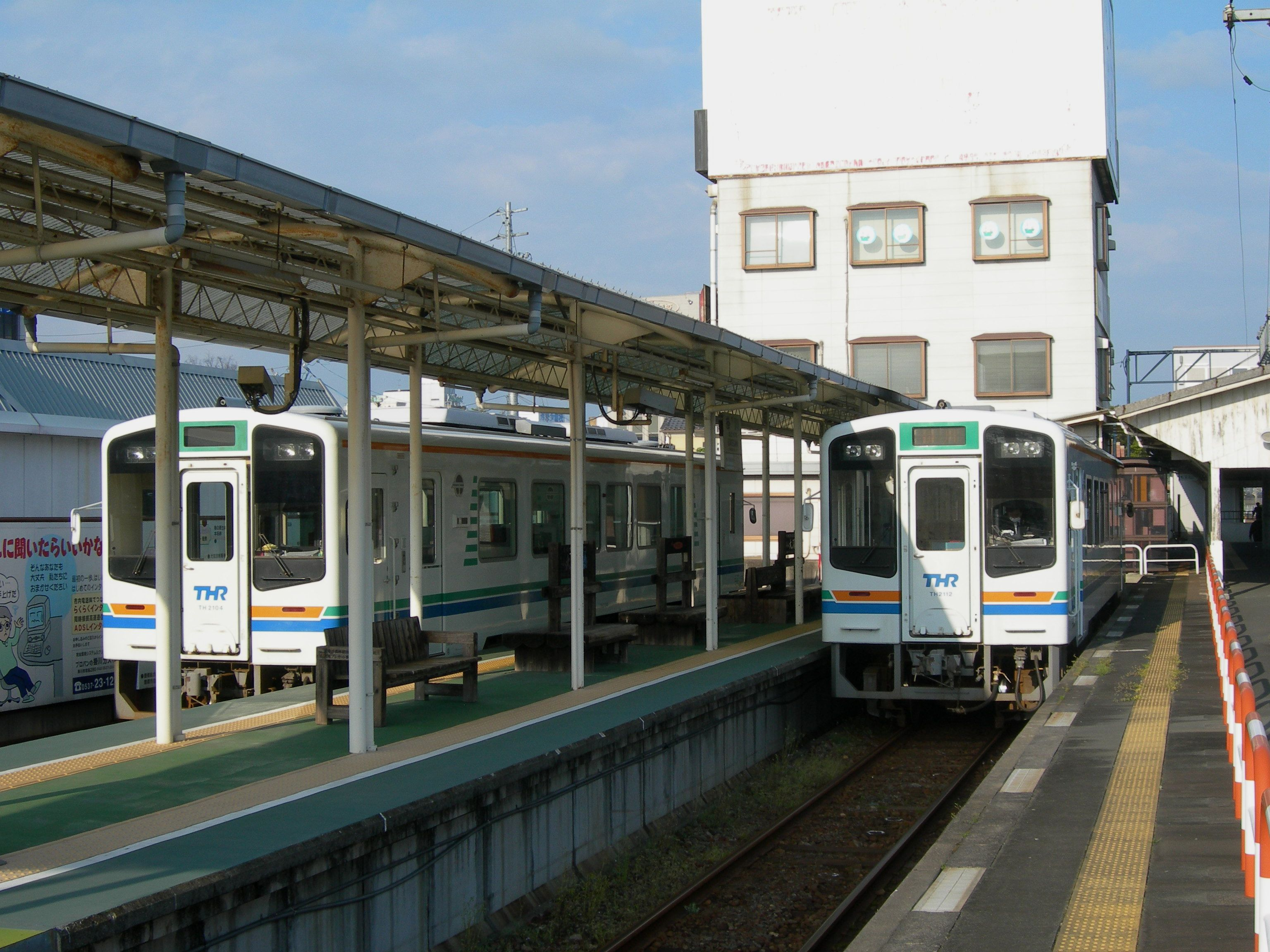
Le terminus de la ligne Tenryū Hamanako

  - voies 1 et 2 : direction Shinjohara